# Главное управление кадров СС
Главное управление кадров СС (нем. SS-Personalhauptamt, сокр. Pers.HA) — одно из центральных ведомств СС.
Главное управление кадров СС ведало делами офицеров и кандидатов в руководители (фюреры) СС, хранило личные дела офицеров СС. С самого начала в Высшем штабе СС был отдел личного состава (который в 1934 году возглавлял оберфюрер СС Георг Омейер), затем кадровые вопросы перешли в Главное управление СС. 1 июня 1939 года кадровая служба была выделена из состава Главного управления СС в самостоятельное ведомство, которое в 1942 году получило статус главного управления. Состояло из двух управлений: управления руководителей (фюреров) СС и управления младшего состава. Изначально штаб-квартира располагалась в Берлине, но после бомбардировки союзников в 1943 году немецкой столицы различные отделы располагались по всей территории нацистской Германии.

## Руководители
- 1 сентября 1939 — 5 августа 1942 — обергруппенфюрер СС Вальтер Шмитт
- август 1942 — 20 февраля 1945 — обергруппенфюрер СС Максимилиан фон Херфф

## Структура управления
- Личное бюро (Personalburo): Альфред Франке-Грикш.
- Офицер связи РСХА (RHSA Verbindungsoffizier): Ганс Вернер Лоп.
- Офицер связи вермахта (Verbindungsoffizer der Wehrmacht): Франц Ортман.
- Личный адъютант (Personal Adj): оберштурмфюрер СС Линнемайер.
- IVA: гауптштурмфюрер СС Хейнрих.
- IVB: штурмбаннфюрер СС д-р Йозеф Хана.

Управленческая группа «А» (Amtsgruppe A); д-р Отто Шваб
- Amt I (Центральная картотека)
- Amt II (Школа командиров)
- Amt III (Дисциплинарные взыскания и поощрения)

Управленческий отдел «В» (Haupt Abteilung B); Ганс Кельц
- Amt IV;
- Amt V.

Управленческая группа «C» (Amtsgruppe C); д-р Адольф Катц
- Руководящая группа (Chefgruppe);
- Amt VI;
- Amt VII.

Управленческий отдел «D» (Haupt Abteilung D)
- Офицеры связи